# Euxoa fusca
Euxoa fusca là một loài bướm đêm trong họ Noctuidae.